# Dywizja Pancerna Müncheberg
Dywizja Pancerna Müncheberg (niem. Panzer-Division Müncheberg) – niemiecka dywizja pancerna pospiesznie sformowana dwa miesiące przed zakończeniem II wojny światowej.

## Historia
Dywizję sformowano 8 marca 1945 r. pod Münchebergiem na bazie rozwiązanej 103 Brygady Pancernej. Była to słaba jednostka, liczyła 12 marca 6836 żołnierzy, posiadała niewiele czołgów i pojazdów mechanicznych. Walczyła pod Kostrzynem nad Odrą, próbując utrzymać „korytarz”, łączący twierdzę z zapleczem własnego frontu, na wzgórzach Seelow i w Münchebergu. Ostatecznie utknęła w południowej części okrążonego Berlina, gdzie ok. 4 maja jej resztki zostały rozproszone.

## Dowódcy dywizji
- gen. mjr Werner Mummert

## Struktura organizacyjna
Skład w kwietniu 1945:
- batalion pancerny Müncheberg,
- pułk grenadierów pancernych Müncheberg 1,
- pułk grenadierów pancernych Müncheberg 2,
- pułk artylerii pancernej Müncheberg,
- kompania rozpoznawcza Müncheberg,
- 682 batalion niszczycieli czołgów,
- batalion niszczycieli czołgów Müncheberg,
- zmotoryzowana kompania inżynieryjna Müncheberg,
- kompania łączności Müncheberg,
- armijny batalion przeciwlotniczy Müncheberg
- pododdziały zaopatrzeniowe[2].